# Mandilion
Mandilion, znan tudi kot Sveti Mandilion (starogrško Άγιον Μανδύλιον: Άgion Mandílion) je prt, na katerem se je, po izročilu, v starodavni Edesi čudežno pojavila Jezusova podoba. Prt je prva oziroma najbolj avtevtična ikona v zgodovini krščanstva in hkrati zgled za kasnejše upodabljanje Jezusa. 
Legenda je povezana z edeškim kraljem Abgarjem, ki je zbolel in poslal Jezusu pismo, naj ga pride ozdravit. Jezus mu je odgovoril, da sam ne bo mogel priti in da ga bo namesto njega obiskal eden od njegovih učencev. Po Evzebiju Cezarejskemu ga je obiskal apostol Juda Tadej, ki je s seboj prinesel Jezusova zdravila in Abgar je čudežno ozdravel. V sirski knjigi Nauk Addajev, ki je bila napisana verjetno okoli leta 400, se namesto Tadeja pojavlja kraljev glasnik Ananija, ki je na prtu naslikal Jezusovo podobo.
Okoli leta 600 je bizantinski učenjak Evgarij Sholastik omenjal Jezusovo podobo na božanskem platnu, ki so jo meščani Edese uspešno izkoristili za obrambo pred Perzijci med obleganjem leta 544. V 10. stoletju so Mandilion prenesli v Konstantinopel, kjer so ga leta 1204 v četrti križarski vojni ukradli križarji. Mandilion se je kasneje pojavil v zbirki relikvij francoskega kralja Ludvika IX.. Med francosko revolucijo je za njim izginila vsaka sled. 
Pravoslavne cerkve slavijo ikono 16. avgusta. 
Nekateri povezujejo Mandalion s Torinskim prtom.